# Jopen Jacobus RPA
Jopen Jacobus RPA is een Nederlands bier van hoge gisting.
Het bier wordt gebrouwen in Brouwerij Jopenkerk te Haarlem. 
Het is een amberkleurig bier met een alcoholpercentage van 5,3%. Het bier werd een eerste maal gebrouwen in 2011 ter gelegenheid van het 100-jarig bestaan van de Sint-Jacobskerk, de officiële benaming van de Jopenkerk. 

## Prijzen
- World Beer Cup 2012 - Bronzen medaille in de categorie Rye Beer.
- World Beer Awards 2013 - gouden medaille Best Rye Speciality Beer